# Kittihawk
Kittihawk, Eigenschreibweise KITTIHAWK, eigentlich Christiane Lokar, (* 1972 in Recklinghausen) ist eine deutsche Grafik-Designerin und Cartoonistin.

## Leben
Christiane Lokar studierte Grafikdesign an der Hochschule für Künste Bremen und besuchte 2008 die Sommerakademie für komische Kunst der Caricatura in Kassel.
Sie veröffentlicht unter anderem in der Sächsischen Zeitung sowie in den Zeitschriften Der Spiegel, Zitty und Titanic. 2008 wurde sie mit dem Cartoonpreis der Deutschen Mathematiker-Vereinigung ausgezeichnet und 2009 sowie 2019 mit einem Geflügelten Bleistift in Bronze beim Deutschen Karikaturenpreis ausgezeichnet.
2009 erschien ihr erstes Buch Lebenslanges Lernen beim Lappan Verlag. 2010 wurden ihre Werke in der Cartoonfabrik Berlin ausgestellt.
Lokar lebt in Berlin.

## Werke
- Lebenslanges Lernen, Lappan Verlag 2009, ISBN 978-3-8303-3235-0